# 库卢夫赖-布瓦伯纳特尔
库卢夫赖-布瓦伯纳特尔（法語：Coulouvray-Boisbenâtre，法語發音：[kuluvʁɛ bwabənatʁ]）是法国芒什省的一个市镇，属于阿夫朗什区。该市镇于1850年由原市镇库卢夫赖（Coulouvray）和布瓦伯纳特尔（Boisbenâtre）合并而成。

## 地理
库卢夫赖-布瓦伯纳特尔（48°47'13"N, 1°6'33"W）面积17.25 平方千米，位于法国诺曼底大区芒什省，该省份为法国西北部沿海省份，西、北、东北三面环大西洋，东起顺时针与卡爾瓦多斯省、奧恩省、马耶讷省和伊勒-维莱讷省接壤。
与库卢夫赖-布瓦伯纳特尔接壤的市镇（或旧市镇、城区）包括：布瓦西翁、圣洛朗德屈沃、圣马丹勒布扬、圣米歇尔德蒙茹瓦、圣普瓦、努德谢讷。
库卢夫赖-布瓦伯纳特尔的时区为UTC+01:00、UTC+02:00（夏令时）。

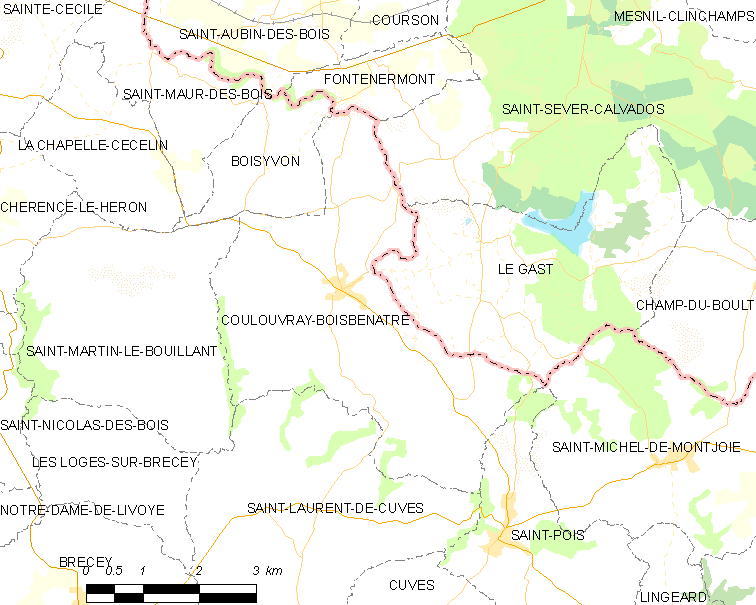
库卢夫赖-布瓦伯纳特尔的OSM定位图

## 行政
库卢夫赖-布瓦伯纳特尔的邮政编码为50670，INSEE市镇编码为50144。

## 政治
库卢夫赖-布瓦伯纳特尔所属的省级选区为维勒迪约莱普瓦勒-鲁菲尼县。

## 人口
库卢夫赖-布瓦伯纳特尔于2022年1月1日时的人口数量为529人。

1962-2008年间库卢夫赖-布瓦伯纳特尔人口变化图示